# Marina Seresesky
Marina Seresesky (Buenos Aires, 20 de desembre de 1969) és una directora de cinema, guionista i actriu argentina.

## Trajectòria

### La puerta abierta - 2016
El projecte de la pel·lícula sorgeix durant la representació de l'obra de teatre Agosto en 2014, en la qual participa Seresesky al costat de Carmen Machi i Amparo Baró. El guió l'escriu Seresesky pensant en aquestes actrius. La malaltia que portarà a la mort a Baró obliga a la seva substitució -a proposta d'Amparo- per Terele Pávez. La pel·lícula tracta la maternitat i els cures intepersonals en els seus múltiples aspectes emmarcats en una corrala madrilenya on viuen diverses prostitutes. La pel·lícula fundi el drama més sòrdid amb la comèdia i l'esperança.

### La boda - 2012
El curt de ficció sorgeix del documental de la mateixa autora Madres 0,15 el Minuto que parla de sis dones que viuen a Madrid però que procedeixen de diferents parts del món, tenen els seus fills fos i fan tota l'educació a distància. La història de les noces s'inspira en una història real que conta una dona immigrant a Seresesky.
A La boda, la protagonista és Mirta, cubana que ha emigrat a Madrid i que es guanya la vida netejant. El dia de les noces de la seva filla res surt com estava prevista i arribar a aquestes noces es converteix en una tasca impossible.

## Filmografia

### Directora
- 2019 - Lo nunca visto (llargmetratge)
- 2016 - La puerta abierta (llargmetratge)
- 2012 - La boda (curt)
- 2010 - El cortejo (curt)

### Guionista
- 2016 - La puerta abierta (llargmetratge)
- 2012 - La boda (curt)
- 2010 - El cortejo (curt)

### Actriu
- 2009 - MIR (sèrie de televisió)
- 2009 - No sé quién eres (2009)
- 2002 - Entre abril y julio
- 1998 - Secretos compartidos

### Premis
- 2012 - Millor pel·lícula de ficció per La Boda, Arouca Film Festival, Portugal.
- 2012 - Menció especial per La Boda, Tirana International Film Festival
- 2013 - Millor director i Premi del públic per La Boda, New York City Short Film Festival.
- 2016 - Premi del Públic per La puerta abierta, Transilvania International Film Festival.
- 2017 - Millor actriu, Unión de Actores (España), a Carmen Machi per La puerta abierta.
- 2017 - Premi millor pel·lícula, guió, crítica i millor actor (Carmen Machi), per La puerta abierta, Festival internacional de Aswan, Egipto.